# 卒業証書授与台帳
卒業証書授与台帳（そつぎょうしょうしょじゅよだいちょう）は、学校教育法に基づき卒業を認定し、卒業証書を交付した事実について記録する帳簿。この台帳が卒業証明書発行時の資料となることから、帳簿保存期間が比較的短い出席簿【5年】、指導要録(指導に関する記録【5年】・学籍に関する記録【20年】)とは異なり、永年又は100年と、台帳に記録されている本人がほぼ確実に亡くなっている年数であることが多い。

## 一般的な記録事項
通常、卒業年度ごとに纏められ、表紙もしくは１ページ目に、
- 卒業年度
- 卒業期
- 学校名
- 学科名(高校以上)
- 校長名
- 卒業認定日(卒業証書授与日)

等が記録され、その後から卒業者個々について、
- 氏名
- 生年月日
- 住所(卒業時のもの)
- 保護者氏名(小・中学校)
- 証書番号
- 契印

が記録される。
様式は統一されておらず、基本事項のみ記載されていれば、各校の裁量に任せられているので他に性別、卒業時担任名等が記載されることもある。